# Couderay (Wisconsin)
Couderay es una villa ubicada en el condado de Sawyer en el estado estadounidense de Wisconsin. En el Censo de 2010 tenía una población de 88 habitantes y una densidad poblacional de 34,46 personas por km².

## Geografía
Couderay se encuentra ubicada en las coordenadas 45°47′51″N 91°17′48″O / 45.79750, -91.29667. Según la Oficina del Censo de los Estados Unidos, Couderay tiene una superficie total de 2.55 km², de la cual 2.49 km² corresponden a tierra firme y (2.33%) 0.06 km² es agua.

## Demografía
Según el censo de 2010, había 88 personas residiendo en Couderay. La densidad de población era de 34,46 hab./km². De los 88 habitantes, Couderay estaba compuesto por el 73.86% blancos, el 0% eran afroamericanos, el 12.5% eran amerindios, el 0% eran asiáticos, el 0% eran isleños del Pacífico, el 1.14% eran de otras razas y el 12.5% pertenecían a dos o más razas. Del total de la población el 1.14% eran hispanos o latinos de cualquier raza.